# Ceregumil

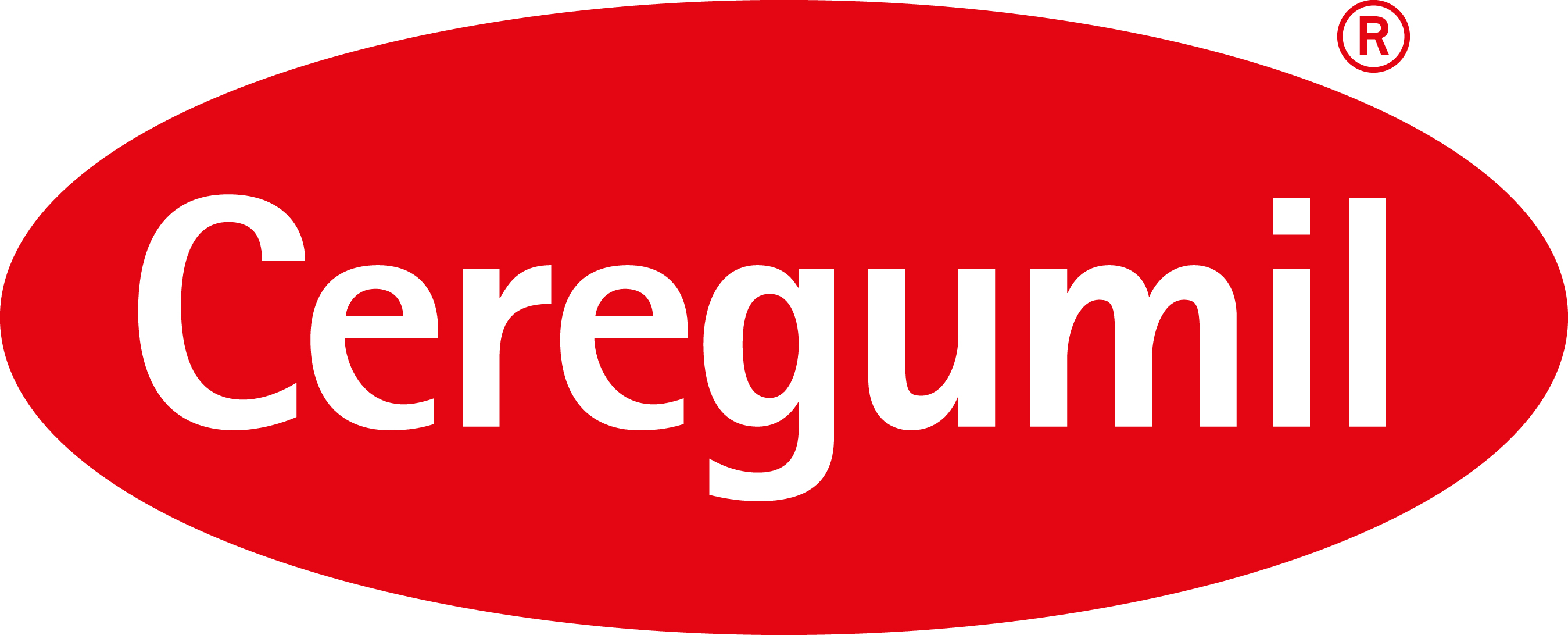
Logotipo de la marca.

Ceregumil es una marca de la empresa española Fernández y Canivell S.A. dedicada a los complementos alimenticios. Tiene su sede en Málaga, Andalucía, España.
El Ceregumil, que da nombre a toda la marca, fue el primer producto de la empresa. El nombre viene de la unión de las palabras "cereales, legumbres y miel". Desde 2005 ha desarrollado una amplia gama de complementos alimenticios.

## Historia

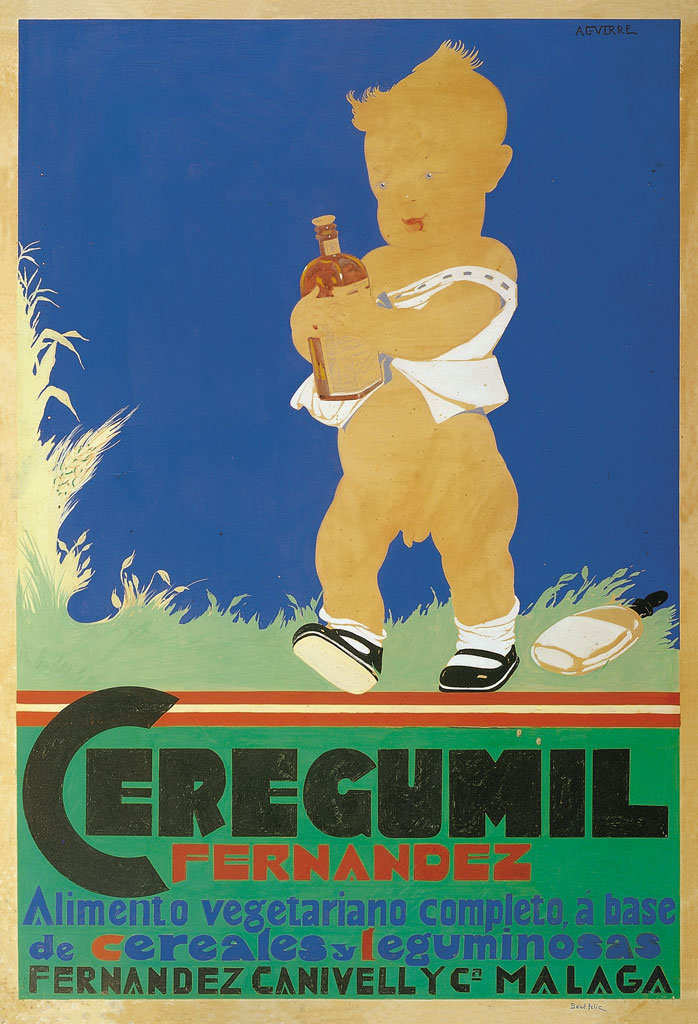
Cartel de 1925 obra de Lorenzo Aguirre

El granadino Bernabé Fernández Sánchez, casado con Blanca Canivell Pascual, creó en su farmacia de Montilla (Córdoba), en 1907, un jarabe de cereales y leguminosas con sabor dulce, que comercializó con el nombre de Ceregumil. En 1912 registró la marca y en 1921 abrió una fábrica en Málaga.